# Antônio Carlos Valadares
Antônio Carlos Valadares (Simão Dias, 6 de abril de 1943) é um químico industrial, advogado e político brasileiro, filiado ao Partido Socialista Brasileiro (PSB). Foi governador e senador da república por Sergipe.

## Dados biográficos
Filho de Pedro Almeida Valadares e Josefa Matos Valadares. Estudante da Universidade Federal de Sergipe onde formou-se em Química Industrial em 1967 e em Direito em 1974. Em meio aos estudos fez carreira política pela ARENA ao eleger-se prefeito de Simão Dias em 1966 e deputado estadual em 1970 e 1974 presidindo a Assembleia Legislativa no biênio 1977/1979.
Eleito deputado federal em 1978, licenciou-se para ocupar a Secretaria de Educação no governo Augusto Franco e foi eleito vice-governador de Sergipe pelo PDS na chapa de João Alves Filho em 1982. Filiado ao PFL foi eleito governador de Sergipe em 1986 tornando-se o único governador não pertencente ao PMDB a vencer no pleito daquele ano ao derrotar José Carlos Teixeira com o apoio de uma dissidência peemedebista liderada pelo prefeito de Aracaju, Jackson Barreto e pelos partidos comunistas. Em maio de 1988, com autorização da Assembleia Legislativa, decretou intervenção em Aracaju afastando Jackson Barreto após denúncias do Tribunal de Contas de Sergipe.
Filiado ao PST e com a extinção deste ao PP foi eleito senador em 1994 e no ano 2000 perdeu a eleição para prefeito de Aracaju para Marcelo Deda quando já estava no PSB sendo reeleito senador em 2002 e 2010.
Em dezembro de 2016, votou a favor da PEC do Teto dos Gastos Públicos. Em julho de 2017 votou contra a reforma trabalhista.
Em julho de 2017, votou a favor da cassação de Aécio Neves no conselho de ética do Senado.
Em outubro de 2017 votou a contra a manutenção do mandato do senador Aécio Neves mostrando-se favorável a decisão da Primeira Turma do Supremo Tribunal Federal no processo onde ele é acusado de corrupção e obstrução da justiça por solicitar dois milhões de reais ao empresário Joesley Batista.

## Família
Seus pais foram prefeitos de Simão Dias, seu irmão José Matos Valadares e seu pai foi ainda deputado estadual. Pai de Valadares Filho, ex deputado federal , e tio de Pedro Valadares, que foi deputado estadual e morreu no Acidente do Cessna Citation 560 XLS+.

## Desempenho em eleições
| Ano  | Eleição                      | Coligação                                                                                     | Partido | Cargo             | Votos   | %      | Resultado  |
| ---- | ---------------------------- | --------------------------------------------------------------------------------------------- | ------- | ----------------- | ------- | ------ | ---------- |
| 1970 | Estadual em Sergipe em 1970  | Sem coligação (ARENA)                                                                         | ARENA   | Deputado Estadual | 5.387   | 3,80%  | Eleito     |
| 1974 | Estadual em Sergipe em 1974  | Sem coligação (ARENA)                                                                         | ARENA   | Deputado Estadual | 6.843   | 3,09%  | Eleito     |
| 1978 | Estadual em Sergipe em 1978  | Sem coligação (ARENA)                                                                         | ARENA   | Deputado Federal  | 31.530  | -      | Eleito     |
| 1982 | Estadual em Sergipe em 1982  | Sem coligação (PDS)                                                                           | PDS     | Vice-governador   | 256.385 | 76,12% | Eleito     |
| 1986 | Estaduais em Sergipe em 1986 | Aliança Democrática (PFL, PSB, PL, PCB, PCdoB)                                                | PFL     | Governador        | 292.339 | 53,00% | Eleito     |
| 1994 | Estadual em Sergipe em 1994  | O Povo na Frente (PP, PSB PDT, PMN, PT, PCdoB)                                                | PP      | Senador           | 271.171 | 31,55% | Eleito     |
| 2000 | Municipal de Aracaju em 2000 | Pra Frente Aracaju (PSB, PFL, PPB, PMDB, PTB, PST, PSDC, PRTB, PTdoB, PMN, PRN, PGT)          | PSB     | Prefeito          | 51.018  | 22,08% | Não eleito |
| 2002 | Estadual em Sergipe em 2002  | Aliança por Sergipe (PSB, PTC)                                                                | PSB     | Senador           | 324.670 | 21,88% | Eleito     |
| 2010 | Estadual em Sergipe em 2010  | Para Sergipe Continuar Seguindo em Frente (PT, PMDB, PDT, PSB, PRB, PR, PCdoB, PSC, PSL, PTC) | PSB     | Senador           | 476.549 | 25,62% | Eleito     |
| 2018 | Estadual em Sergipe em 2018  | Um Novo Governo Para Nossa Gente (PSB, PDT, PPL, PROS, PTB, PRP)                              | PSB     | Senador           | 175.155 | 9,58%  | Não eleito |